# Dobbin-Linstow
Dobbin-Linstow – gmina w Niemczech, w kraju związkowym Meklemburgia-Pomorze Przednie, w powiecie Rostock, wchodzi w skład urzędu Krakow am See.